# Cabo de Santo Agostinho
Cabo de Santo Agostinho in een plaats in Brazilië en ligt 40 km ten zuiden van Recife, Pernambuco.
Pedro Cabral is officieel de ontdekker van Brazilië op 21 april 1500; nochtans beweren sommige historici dat Vicente Yáñez Pinzón reeds voet aan wal gezet had in een baai van Cabo de Santo Agostinho op 26 januari 1500. De gemeente beweert dan ook de geboorteplaats te zijn van Brazilië.
Cabo de Santo Agostinho bestaat uit een industrieel gebied rond de haven van Suape en verschillende tropische stranden en natuurreservaten. De best bekende stranden zijn Calhetas, Paraíso en Gaibu. Accommodatie op de stranden kan vallen in alle prijsklassen van goedkope pousadas (bed & breakfast) tot duurdere hotels.
De gemeente ligt in het stroomgebied van de Pirapama.

## Aangrenzende gemeenten
De gemeente grenst aan Escada, Ipojuca, Jaboatão dos Guararapes, Moreno en Vitória de Santo Antão.

## Verkeer en vervoer
De plaats ligt aan de noord-zuidlopende weg BR-101 tussen Touros en São José do Norte. Daarnaast ligt ze aan de wegen PE-009, PE-025, PE-037 en PE-060.

## Geboren
- Ricardo Brennand (1927-2020), kunstverzamelaar en ondernemer